# ورزشگاه کگه
ورزشگاه کِگِه (فرانسوی: Stade de Kégué‎) یک ورزشگاه چندمنظوره در شهر لومه، توگو است.
این ورزشگاه که در سال ۲۰۰۰ تأسیس شده دارای ۲۵٬۰۰۰ نفر ظرفیت است و ورزشگاه خانگی تیم ملی فوتبال توگو محسوب می‌شود.